# Noord (Aruba)
Noord es una localidad en la isla caribeña de Aruba (una parte autónoma del Reino de los Países Bajos). Está integrada en la unidad administrativa de Noord/Tanki Leendert, que cuenta con una población de 16.944 en el año 2000. Actualmente es una de las ciudades con mayor población en la isla.